# スタッツァーノ
スタッツァーノ（伊: Stazzano）は、イタリア共和国ピエモンテ州アレッサンドリア県にある、人口約2,400人の基礎自治体（コムーネ）。

## 地理

### 位置・広がり
| 隣接するコムーネは以下の通り。 - ボルゲット・ディ・ボルベーラ - カッサーノ・スピーノラ - サルディリアーノ - セッラヴァッレ・スクリーヴィア - ヴィニョーレ・ボルベーラ |

### 地震分類
イタリアの地震リスク階級 (it) では、3 に分類される
。

## 行政

### 分離集落
スタッツァーノには、以下の分離集落（フラツィオーネ）がある。
- Albarasca, Case Costa, Monterosso, Vargo